# Slammiversary (2025)
Slammiversary 2025 fue un evento de pago por visión de lucha libre profesional producido por Total Nonstop Action Wrestling (TNA). Tuvo lugar el 20 de julio de 2025 en UBS Arena en Elmont, Nueva York. Fue el vigesimoprimer evento bajo la cronología Slammiversary y celebró el vigesimotercer aniversario de la compañía.
El evento contó con la participación de luchadores de WWE, específicamente, de su marca de desarrollo NXT.

## Producción

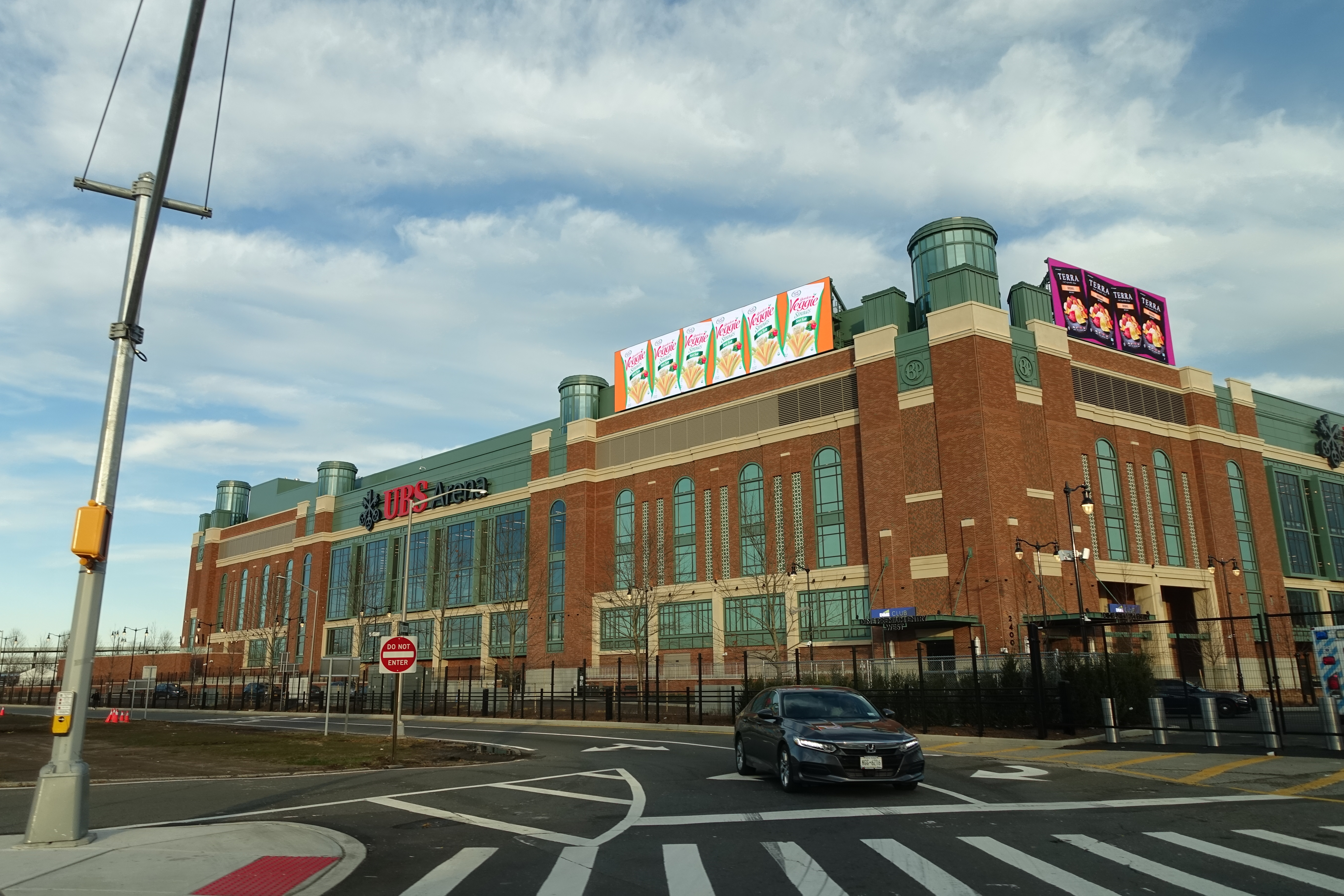
El evento se llevará a cabo en el UBS Arena en Elmont, Nueva York.

Slammiversary es un evento de pago por visión (PPV) de lucha libre profesional producido por Total Nonstop Action Wrestling para celebrar el aniversario del primer evento de la promoción, que se llevó a cabo el 19 de junio de 2002. Por ello, el evento suele celebrarse en verano (junio o julio). El primer evento tuvo lugar casi un año después de ese evento, el 18 de junio de 2003, y desde entonces ha sido considerado uno de los principales eventos PPV de la promoción, junto con Bound for Glory y, desde 2020, Hard To Kill y Rebellion.
El 4 de diciembre de 2024, TNA anunció que Slammiversary se llevaría a cabo el 20 de julio de 2025 en el UBS Arena en Elmont, Nueva York.

## Resultados
- Pre-Show: The Elegance Brand (Ash by Elegance & Heather by Elegance) (con The Personal Concierge & M by Elegance) derrotaron a The IInspiration (Cassie Lee & Jessie McKay) y retuvieron el Campeonato Mundial de Knockouts en Parejas de TNA. 
  - Ash cubrió a Lee después de un «Rarified Air».
  - Durante la lucha, The Personal Concierge & M interfieriron a favor de The Elegance Brand.
- Pre-Show: The Home Town Man derrotó a Eric Young (con Judas Icarus & Travis Williams).
  - The Home Town Man cubrió a Young con un «Roll-Up».
  - Durante la lucha, The Northern Armony interfirió a favor de Young.
- Pre-Show: Ropebreakers (Real1, Zilla Fatu & Josh Bishop) derrotaron a Steve Maclin, Mance Warner & Jake Something (con Steph De Lander).
  - Real1 cubrió a Something después de un «Eat Defeat».

- Mustafa Ali (con Tasha Steelz & The Great Hands) derrotó a Cedric Alexander.
  - Ali cubrió a Alexander después de un «450 Splash».
  - Durante la lucha, Order 4 interfirió a favor de Ali.
- The System (Eddie Edwards, Brian Myers & JDC) & Matt Cardona (con Alisha) derrotaron a Darkstate (Dion Lennox, Osiris Griffin, Saquon Shugars & Cutler James).
  - Edwards cubrió a Shugars después de un «Boston Knee Party».
- Indi Hartwell derrotó a Tessa Blanchard (con Victoria Crawford).
  - Hartwell cubrió a Blanchard después de un «Full Nelson Slam».
  - Durante la lucha, Crawford interfirió a favor de Blanchard.
  - Después de la lucha, Blanchard atacó a Hartwell y Gia Miller.
- Jacy Jayne (con Fallon Henley & Jazmyn Nyx) derrotó a Masha Slamovich, retuvo el Campeonato Femenino de NXT y ganó el Campeonato Mundial de Knockouts de TNA. 
  - Jayne cubrió a Slamovich después de un «Rolling Encore».
  - Durante la lucha, Fatal Influence interfirió a favor de Jayne, mientras que Xia Brookside & Lei Ying Lee lo hicieron a favor de Slamovich.
- Leon Slater derrotó a Moose y ganó el Campeonato de la División X de TNA.
  - Slater cubrió a Moose después de un «Swanton Bomb 50».
  - Después de la lucha, AJ Styles hizo su regreso y felicitó a Slater.
- The Hardys (Matt Hardy & Jeff Hardy) derrotaron a The Nemeth Brothers (Nic Nemeth & Ryan Nemeth) (c), The Rascalz (Zachary Wentz & Myron Reed) y First Class (AJ Francis & KC Navarro) en un Ladder Match y ganaron el Campeonato Mundial en Parejas de TNA.
  - The Hardys ganaron la lucha después de que Jeff descolgara los títulos.
  - Después de la lucha, Bully Ray hizo su regreso, felicitó a The Hardys y los retó a una lucha.
  - Originalmente Trey iba a participar de la lucha, pero fue reemplazado por Reed debido a una lesión.
- Trick Williams derrotó a Joe Hendry y Mike Santana y retuvo el Campeonato Mundial de TNA.
  - Williams cubrió a Hendry después de un «Spin The Block» de Santana.
  - Durante la lucha, Frankie Kazarian interfirió a favor de Williams.